# Frans Janssens
Frans Janssens (25. září 1945 Turnhout – 8. ledna 2024 Lier) byl belgický fotbalista, útočník. 

## Fotbalová kariéra
V belgické lize hrál za KV Turnhout a Lierse SK, nastoupil ve 495 ligových utkáních a dal 106 gólů. V roce 1969 vyhrál s Lierse SK belgický fotbalový pohár. Kariéru zakončil v nižších soutěžích v týmech Sint-Niklase SK a OG Vorselaar. V Poháru vítězů pohárů nastoupil v 6 utkáních a dal 1 gól a v Poháru UEFA nastoupil v 10 utkáních a dal 4 góly. Za reprezentaci Belgie nastoupil v letech 1972–1973 ve 2 utkáních a dal 1 gól. Byl členem belgické reprezentace na Mistrovství světa ve fotbale 1970, ale v utkání nenastoupil. Byl členem bronzové belgické reprezentace na Mistrovství Evropy ve fotbale 1972, ale v utkání nenastoupil a zůstal jen mezi náhradníky.

## Ligová bilance
| Ročník                     | Zápasy | Góly | Klub            |
| -------------------------- | ------ | ---- | --------------- |
| 2. belgická liga 1961/1962 | 5      | 2    | FC Turnhout     |
| 2. belgická liga 1962/1963 | 1      | 0    | FC Turnhout     |
| 1. belgická liga 1963/1964 | 23     | 4    | FC Turnhout     |
| 2. belgická liga 1964/1965 | 27     | 13   | FC Turnhout     |
| 2. belgická liga 1965/1966 | 26     | 9    | FC Turnhout     |
| 1. belgická liga 1966/1967 | 30     | 10   | Lierse SK       |
| 1. belgická liga 1967/1968 | 30     | 13   | Lierse SK       |
| 1. belgická liga 1968/1969 | 36     | 11   | Lierse SK       |
| 1. belgická liga 1969/1970 | 30     | 8    | Lierse SK       |
| 1. belgická liga 1971/1971 | 29     | 7    | Lierse SK       |
| 1. belgická liga 1971/1972 | 30     | 6    | Lierse SK       |
| 1. belgická liga 1972/1973 | 29     | 4    | Lierse SK       |
| 1. belgická liga 1973/1974 | 30     | 5    | Lierse SK       |
| 1. belgická liga 1974/1975 | 38     | 9    | Lierse SK       |
| 1. belgická liga 1975/1976 | 36     | 2    | Lierse SK       |
| 1. belgická liga 1976/1977 | 32     | 4    | Lierse SK       |
| 1. belgická liga 1977/1978 | 25     | 5    | Lierse SK       |
| 1. belgická liga 1978/1979 | 33     | 3    | Lierse SK       |
| 1. belgická liga 1979/1980 | 34     | 4    | Lierse SK       |
| 1. belgická liga 1980/1981 | 30     | 11   | Lierse SK       |
| 2. belgická liga 1982/1983 | 29     | 1    | Sint-Niklase SK |
| CELKEM 1. belgická liga    | 495    | 106  |                 |